# Алфонсо Калцолари
Алфонсо Калцолари (итал. Alfonso Calzolari,  30. април 1887 — 7. фебруар 1983) бивши је италијански професионални бициклиста у периоду од 1909. до 1926. године. Највећи успех остварио је 1914. када је освојио Ђиро д’Италију.

## Детињство и почетак каријере
Калцолари је рођен у Вергату, у округу Болоње, а касније се преселио са породицом у Болоњу. Као младић, радио је у фабрици кревета, од прве уштеђевине купио је климави бицикл. На том бициклу је на крају сваког радног дана ишао да гледа бициклисте на кружној стази Монтањола. Ова стаза налазила се на неколико корака од железничке станице и постала је место где су тренирали локални тркачи. На крају сваког тренинга, млади "Фонсо" је слушао приче својих тадашњих идола: Мацонија, Месорија и Гарденгија, који су се такмичили у тркама издржљивости.
Калцолари је почео да тренира озбиљно, да би учествовао на неким тркама. Био је спреман на лето 1909. и био је регистрован у тиму Рено. Дебитовао је на писти, на тркалишту Цаполи, у Болоњи. Пласман који је остварио убедио га је да са ентузијазмом настави са каријером коју је тек почео. 1909. остварио је прву победу, на стази Монтањола победио је испред Ециа Корлаите, а затим је победио и у купу Венанци. У друмским тркама, освојио је друго место на трци Болоња—Имола—Болоња, 15 место на Бастођи купу и девето на Ђиро дел’Емилији.

## 1909—1913
1910. био је принуђен да смањи активности са бициклом, због лоших средстава. Бицикл му је био трошан и требало му је механичких помагала, уз то је и зарада била мала. Ипак, поред тих проблема, завршио је трећи на купу Апенина, који је одржан у Вињолу и осми на италијанском националном првенству за аматере, одржаном у Александрији. Преласком у тим Горике 1911. ситуација је била знатно боља. Калцолари је освојио доста трка: Пођо куп за аматере, национално првенство за аматере, Пежо гран при, Тиноци куп Емполи и Копа деле Марше. Други је завршио 12 пута, а завршио је четврти на Купу краља, најбитнијем класику у аматерској ери. Бриљирао је и на писти, на 11 такмичења је показао своју снагу.
1912. придружио се тиму Италијана. Унија италијанских бициклиста одлучила је да уведе пролаз између јуниора аматера и професионалних јуниора, што је нанело доста штете Калцоларију. Због недостатка спонзора који би покрили додатне трошкове за битне трке на националном нивоу, морао је да ограничи учешће на тркама. Успио је да дебитује на Ђиро д’Италији. На првој етапи завршио је на 14 месту, другу етапу завршио је на 31 месту, 33 место му је припало на трећој етапи, а током четврте етапе, повукао се са трке. У августу, завршио је други на Ђиро ди Ромањи, иза Ђованија Червија.
1913. је била година промена. Калцолари је напустио посао у фабрици, да би се потпуно посветио професионалном бициклизму. Резултати су одмах показали да му није било лако. 30. марта, завршио је пети на Милано—Санрему, а затим трећи на Туру три провинције у Ферари. Када је изгледало да ствари иду добрим током, десио се један незгодан пад на тренингу са Корлаитом, у Масаломбарду. Опоравио се на време за старт Ђиро д’Италије, али због операције коју је имао, морао је да напусти трку већ на првој етапи. Тркању се вратио у октобру и освојио је трку Ђиро дел’Емилија, где је победио великог пријатеља, Ециа Корлаиту. Трка је завршена спринтом на хиподрому Циполи у Болоњи и судије су биле узнемирене недостатком реда којим су такмичари стизали, а уз то се подигла густа прашина од бицикала. Корлаита је био убеђен да је он прешао циљ први, али судије су прогласиле Калцоларија за победника. Укњижен као победник контроверзно, стартовао је Ђиро ди Ломбардију, али опет није имао среће. Док је био у водећој групи, пао је и морао је да напусти трку.

## 1914
Сав напоран рад који је Калцолари претрпео претходних година помогао му је да очеличи свој карактер и да повећа његове амбиције. Његова психичка појава, мали растом, витак и снажне грађе, комбиноване са добрим смислом за тактику и визијом трке, допринеле су рађању легенде. Неки новинари у то време дали су му надимак "сноп нерава". 5. априла 1914. Калцолари је узео учешће на првој трци у сезони, Милано—Санрему, где је освојио десето место у спринту, у којем је победу однео Уго Агостини. 19. априла завршио је седми. на Ђиро ди Ромањи, 10. маја је освојио четврто место на Милано—Торино трци, завршној припреми за Ђиро д’Италију.
24. маја око поноћи, почело је шесто издање трке Ђиро д’Италија. Осам етапа, свака одвојена даном одмора. Етапе су вожене по прљавим и непроходним улицама, по доста лошем времену. Овај Ђиро остао је упамћен и као најтежи, пет од осам етапа су имале преко 400 километара, а етапа од Лука до Рима, дужине 430 km, најдужа је етапа у историји Ђира. Већ на старту у Милану, етапа је вожена по јакој киши са грмљавином и 44 возача су одустала. Ђиро 1914. стартовало је 81 возач, а завршили га је само осам. Калцолари је победио на другој етапи и преузео је вођство, још две етапе је завршио на подијуму, други у Барију у трећи на етапи у Кунеу. Освојио је Ђиро са сат, 57 минута и 26 секунди испред Пјерина Албинија. Што је била највећа временска разлика између првог и другог, разлика која ни касније није надмашена. У Болоњи је дочекан као херој од стране својих пријатеља и присталица, али такође и од стране спортске публике у Болоњи. Сезону је наставио са 13 местом на Ђиро дела Емилији, а завршио је победом на првенству социјалног отпора, које је организовао клуб Форти педали.

## 1915—1926
1915. почео је Први светски рат и Алфонсо Калцолари је служио војску, као пешадинац. Његове бициклистичке активности су биле знатно слабије и те године увек са оружјем. Завршио је опет десети на Милан—Санрему, шести на Ђиро дела Емилији, 24 на Милано—Торину и девети на Ђиро ди Ломбардији. Рат се разбуктао, а бициклизам се вратио на крају 1918. када је завршио трећи на Ђиро дела Емилији. На овој трци је и наредних година бележио добре резултате: шесто место 1919. девето 1920. и 12 место 1921. На Милан—Санрему завршио је на 14 месту 1920. и 1921. и на 28 месту 1924. Возио је и Ђиро д’Италију, покушавајући да буде конкурентан. 1919. завршио је други на прве две етапе, али је морао да напусти трку током седме етапе, вожене од Рима до Фиренце. Ђиро је напустио и 1920. и 1921. што му је било задње учешће на трци која га је прославила.
1919. током тренинга на италијанској ривијери, озбиљно је оштетио здравље и угрозио је своју будућност у спорту. 1920. завршио је на 11 месту на трци Ђиро дел Пијемонт и на 19 месту на Милано—Торину, пре него је задобио рану на руци због саобраћајне несреће. 1921. завршио је на 17 месту на трци Милан—Модена. Након двогодишње паузе, вратио се бициклизму 1924. и учествовао је на тркама као индивидуалац. Није бележио добре резултате, завршио је на 20 месту на Ђиро дел Пијемонт трци и на 44 месту на италијанском националном првенству. То је било премало за њега и на крају сезоне је рекао коначно збогом такмичарском бициклизму.

## Приватни живот и смрт
Након завршетка каријере, Калцолари је заједно са својим пријатељем, Ициом Корлаитом, неколико година организовао бициклистичке догађаје на писти, а затим је покушавао да остане близу своја два сина. У јулу 1975. указом председника Републике Италије, Алфонсо Калцолари из Вергата је ред витезова Републике Италије, због својих спортих и цивилних заслуга. Након година испуњених успоменама из бициклизма, "Фонсо" (што му је био најдражи надимак од многих које је имао) је умро 3. фебруара 1983. у Черијалеу, где је провео задње године живота.